# 7-й окремий мотострілецький полк (РФ)
7-й окремий гвардійський мотострілецький Пролетарський Московсько-Мінський двічі Червонопрапорний, орденів Суворова і Кутузова полк (7 ОМСП, в/ч 06414) — формування Берегових військ ВМФ Російської Федерації.
Формування входить до складу 11-го армійського корпусу Берегових військ Балтійського флоту Росії. Пункт постійної дислокації — м Калінінград Калінінградської області.

## Історія
У 1992 році, після розпаду СРСР, 1-ша гвардійська мотострілецька дивізія Радянської армії перейшла під юрисдикцію Російської Федерації і увійшла до складу її Збройних сил.
1 червня 2002 дивізія переформована на 7-му окрему гвардійську мотострілецьку бригаду. 1 грудня 2008 року з'єднання переформовано на 7-й окремий гвардійський мотострілецький полк.
16—17 грудня 2016 року полк широко відзначив 90-річний ювілей створення.
СБУ звинувачує двох військовослужбовців полку у військових злочинах під час повномасштабного вторгнення РФ до України у 2022 році. За даними служби, навесні 2022 року у захоплених частинах Куп'янського та Ізюмського районів Харківської області російські війська затримували та вбивали місцевих мешканців, крали майно, побутову техніку, у тому числі 6 легкових та вантажних автомобілів, які мали намір переправити до Росії. СБУ підозрює військовослужбовця РФ Віталія Піддубного у вбивстві місцевого фермера в селі Безмятежне Куп'янського району, після чого Піддубний разом з Олексієм Горбуновим та військовослужбовцем 202 полку Русланом Гончаровим розчленували та спалили тіло. Військові заочно підозрюються у порушенні законів та звичаїв війни.

## Склад
- управління,
- 1-й мотострілецький батальйон,
- 2-й мотострілецький батальйон,
- 3-й мотострілецький батальйон,
- танковий батальйон,
- стрілецький взвод снайперів,
- гаубичний самохідно-артилерійський дивізіон,
- зенітний ракетно-артилерійський дивізіон,
- розвідувальний батальйон
- інженерно-саперна рота,
- рота зв'язку,
- рота матеріального забезпечення,
- рота технічного забезпечення,
- взвод РХБЗ,
- комендантський взвод.[6]

## Озброєння
- 85 од. БМП-2,
- 18 од. 152мм сг 2С3 "Акація",
- 12 од. 2Б16 "Нона-К",
- 9 од. ЗСУ 2С6М "Тунгуска",
- 18 од. ПЗРК "Игла".[6]